# Stempotlood

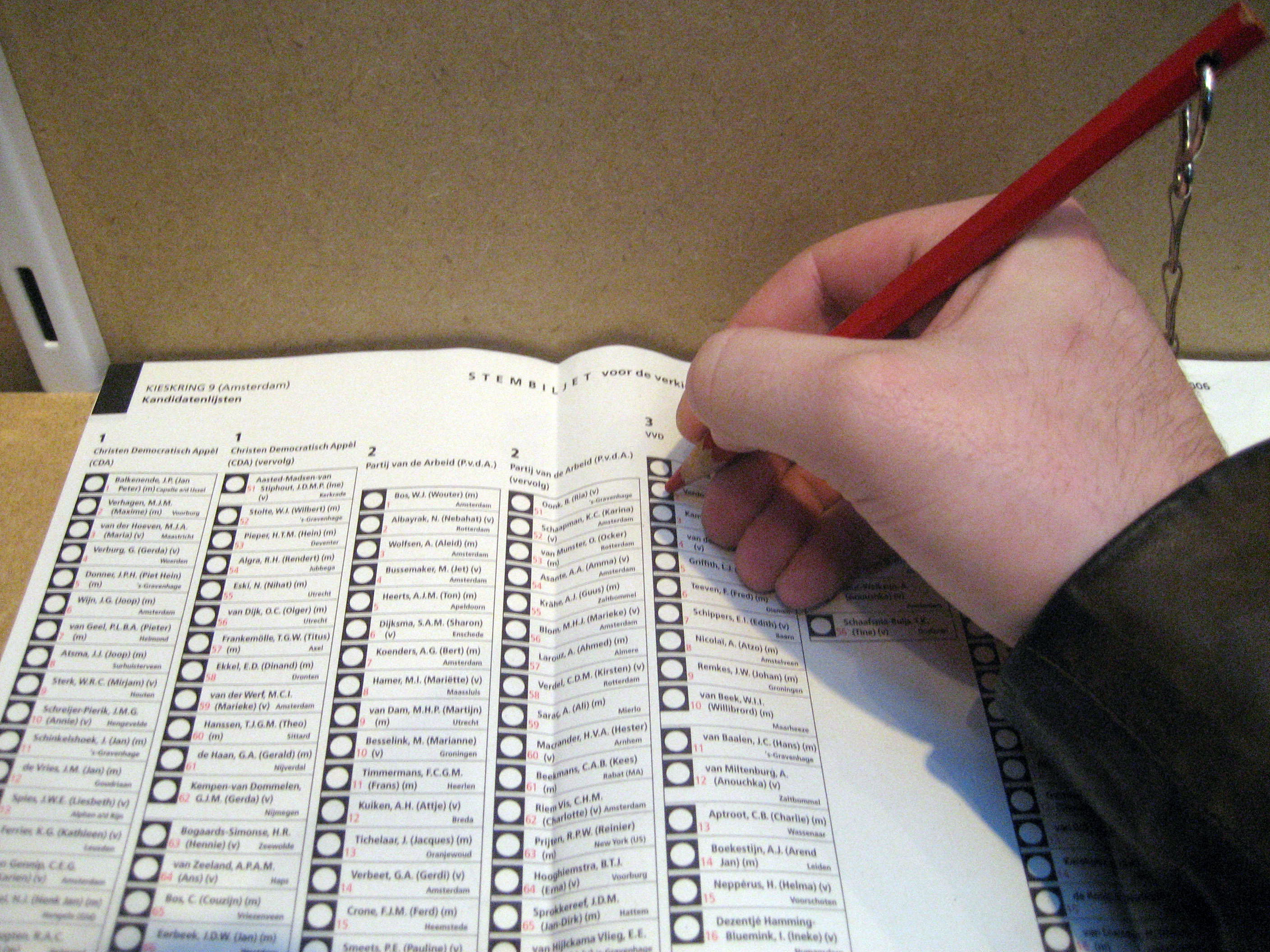
Het stemmen met behulp van het rode potlood en een stembiljet.

Een stempotlood is een potlood dat wordt gebruikt bij stemmingen, meer in het bijzonder bij verkiezingen. Stempotloden worden in verscheidene landen gebruikt tijdens bijvoorbeeld gemeenteraadsverkiezingen en parlementsverkiezingen. Door met het potlood een vakje van het stembiljet te markeren wordt er gestemd op een verkiezingskandidaat.

## Situatie in Nederland
Het rode stempotlood werd in Nederland ingevoerd in 1922. Hiervoor werd met een zwart potlood gestemd.
De huidige Kieswet schrijft voor dat een stem wordt uitgebracht in het rood. Dat betekent dat het vakje bij de kandidaat waarop gestemd wordt, rood gekleurd moet worden. Een andere kleur maakt het stembiljet ongeldig. De kiezer is overigens niet verplicht het in het stemhokje aanwezige potlood te gebruiken. Hij mag ook met een zelf meegebracht rood potlood of zelfs met een rode stift of pen zijn stem uitbrengen.
Als argumenten voor de rode kleur van de potloden worden genoemd dat deze kleur moeilijk uitwisbaar is en helder, waardoor het tellen van de stemmen gemakkelijker zou verlopen. Toch wordt af en toe gepleit voor een andere kleur, zoals blauw of groen.
Vanaf 1966 werden het rode potlood en stembiljet geleidelijk aan vervangen door mechanische stemmachines en hun digitale opvolger, de stemcomputer. Deze bleek in 2006 echter in verschillende opzichten niet te voldoen. Zo was de stemcomputer niet voldoende betrouwbaar om het stemgeheim te garanderen. Ook kon verkiezingsfraude niet worden uitgesloten en was het met computers onmogelijk achteraf te controleren op fouten. Toch maakten in 2007 bijna alle Nederlandse gemeenten nog gebruik van de stemcomputer. Op grond van de problemen met de stemcomputer is in 2009 besloten voor de verkiezingen van het Europees Parlement weer volledig over te gaan op het gebruik van het stempotlood i.c.m. het door kiezers zelf te controleren stembiljet. Tijdens de gemeenteraadsverkiezingen van 2010 is op enkele plaatsen geëxperimenteerd met nieuwe typen stemcomputers. Na deze verkiezingen kwam er veel kritiek op de gang van zaken, die deels met het toezicht op de stemhokjes, deels met de gang van zaken rond volmachten maar deels ook met het stempotlood te maken had. Stemmen met het stempotlood betekent een latere uitslag dan stemmen met de stemcomputer. In het kader van de zoektocht naar een betere organisatie van de verkiezingen klonk ook weer een roep om stemapparatuur als alternatief voor het stempotlood.
Tijdens de Eerste Kamerverkiezingen van 2011 werd een stem van een D66-statenlid ongeldig verklaard, omdat hij met een blauwe pen in plaats van het vereiste rode potlood had gestemd. Hierdoor liep D66 een zetel mis.
Bij het invoeren van de Tijdelijke wet verkiezingen covid-19, geldend vanaf 30-01-2021 tot en met 30-06-2021, is bepaald dat onder die wet een kiesgerechtigde ook aan de stemming kan deelnemen door op het briefstembiljet een stipje geplaatst vóór de kandidaat van zijn keuze in te kleuren zonder dat die kleur is voorgeschreven.

## Situatie in België
In België is de kleur van het stempotlood sinds 1965 rood, daarvoor werd een zwart stempotlood gebruikt. Net als in Nederland was men van mening dat het rode stempotlood meer contrast gaf met de wit-zwarte druk van de stemformulieren, waardoor het tellen van de stemmen gemakkelijker zou moeten verlopen. Tussen 1993 en 1999 werden stempotlood en stembiljet geleidelijk aan vervangen door de stemcomputer. In 2009 stemde in Vlaanderen echter nog 50% en in Wallonië nog 80% van de kiezers door middel van een rood stempotlood. In Brussel werd volledig elektronisch gestemd. 
Wallonië besliste in 2012 om met het elektronisch stemmen te stoppen wegens twijfels over de betrouwbaarheid en wegens de kostprijs. Sindsdien wordt er in Wallonië (uitgezonderd de Duitstalige gemeenschap) en in een minderheid van de Vlaamse gemeenten nog met het stempotlood gestemd.